# Edelhard Harlis
Edelhard „Eddie“ Heinrich Otto Harlis (* 12. Juli 1928 in Osnabrück; † 3. Juli 1985 in Düsseldorf) war ein deutscher Möbeldesigner und Innenarchitekt. Bekannt ist Harlis durch seinen Entwurf des Stuhls S 664 für die Firma Thonet im Jahre 1954, der mittlerweile als Designklassiker gilt.

## Leben
Edelhard Heinrich Otto Harlis, genannt Eddie Harlis, wurde am 12. Juli 1928 in Osnabrück geboren. Bereits in der Schule beschäftigte sich Harlis intensiv mit Fragen von Form und Konstruktion. Nach dem Zweiten Weltkrieg absolvierte er eine Schreinerlehre und studierte danach an der damaligen Werkkunstschule Hildesheim.
Ab 1953 arbeitete er als freier Innenarchitekt und Designer.
In den Fünfzigerjahren lebte und arbeitete er zeitweise mit anderen Künstlern, unter anderem Günther Uecker, Hannes Esser und Bernd und Hilla Becher, in der Düsseldorfer Künstlerkolonie Einbrunger Mühle. Verewigt wurde er 1957/58 gemeinsam mit Günter Grass und 53 weiteren Künstlern und Düsseldorfer Persönlichkeiten auf dem „Blechtrommelbild“ der Maler Franz Witte und Germán Becerra. Von 1972 bis 1980 lebte er auf Mallorca.
Am 22. Dezember 1961 heiratete er die aus Berlin stammende Bühnenbildnerin und Innenarchitektin Barbara Armknecht. Aus der Ehe ging ein Sohn, Philippe Harlis, hervor. Philippe Harlis lebt und arbeitet als Architekt in Palma de Mallorca. 
Eddie Harlis starb am 3. Juli 1985 in Düsseldorf an den Folgen eines Magengeschwürs.

## Schaffen
Eddie Harlis, der gerade an der Werkkunstschule Hildesheim Examen gemacht hatte, stieß in den Fünfzigerjahren zur Firma Thonet. Sein Stuhl S 652 für den Neubau des Kurhauses Wildungen war der erste große Entwurf für Thonet in der Nachkriegszeit.
1954 entwarf er den Schalenstuhl S 664, der heute als Designklassiker gilt. Weitere Entwürfe für Thonet sind unter anderem der Stuhl S 667, der Sessel ST 683 und der Sessel ST 805.
Für die Bielefelder Firma Kaufeld entwarf er das Sofa California, welches auf der Weltausstellung 1958 in Brüssel sein Debüt feierte.
Darüber hinaus arbeitete Eddie Harlis für COR, Profilia und WK. Als Innenarchitekt gestaltete er Bars, Restaurants, Cafés und Ladeneinrichtungen.

## Ausstellungen
2019/20: Thonet & Design, Pinakothek der Moderne